# Muzeum Obrony Wybrzeża w Świnoujściu

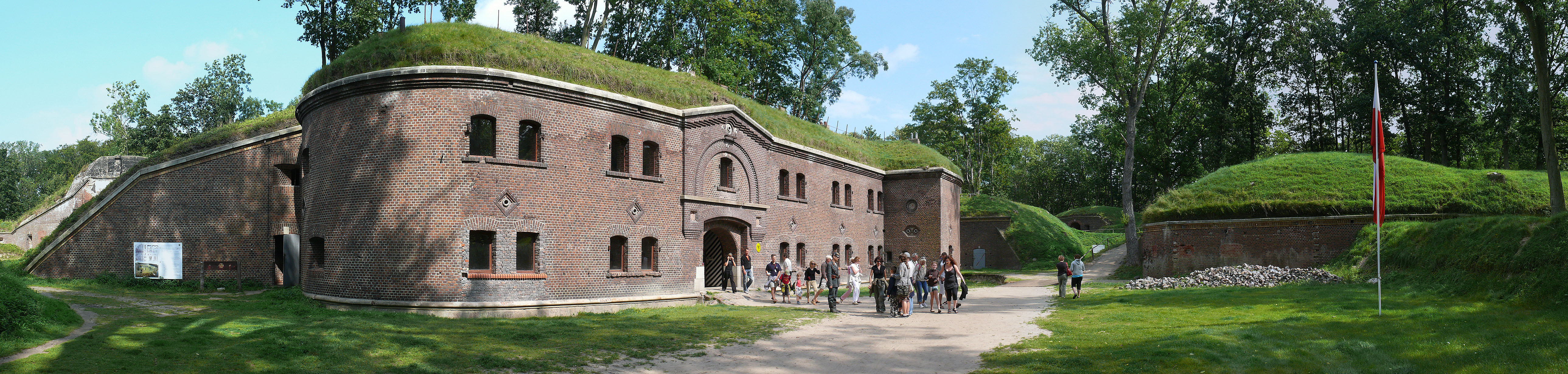
Reduta Fortu Gerharda – siedziba Muzeum

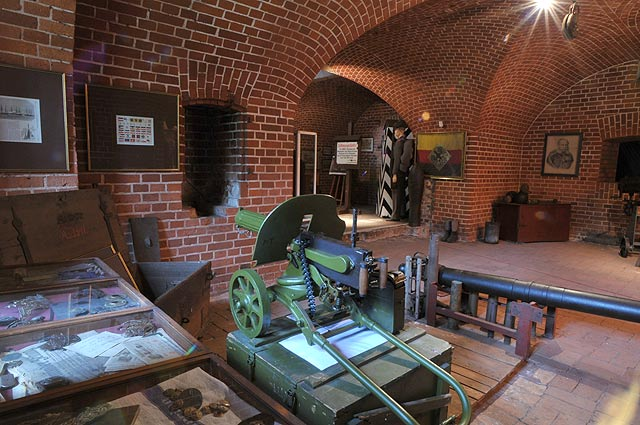
Wnętrze Muzeum w reducie Fortu

Muzeum Obrony Wybrzeża w Świnoujściu – muzeum zlokalizowane na terenie Fortu Gerharda – pruskiego fortu nadbrzeżnego, zbudowane w połowie XIX wieku.
W muzeum znajdują się eksponaty związane z historią rozwoju obrony wybrzeża, ze szczególnym uwzględnieniem historii rozwoju fortyfikacji nadbrzeżnych. Liczba prezentowanych eksponatów przekracza 3000. Muzeum organizuje imprezy o charakterze edukacyjnym i popularyzacyjnym historię. Muzeum prowadzi działania mające na celu rewitalizację innych zabytkowych fortyfikacji nadbrzeżnych zlokalizowanych w Świnoujściu.

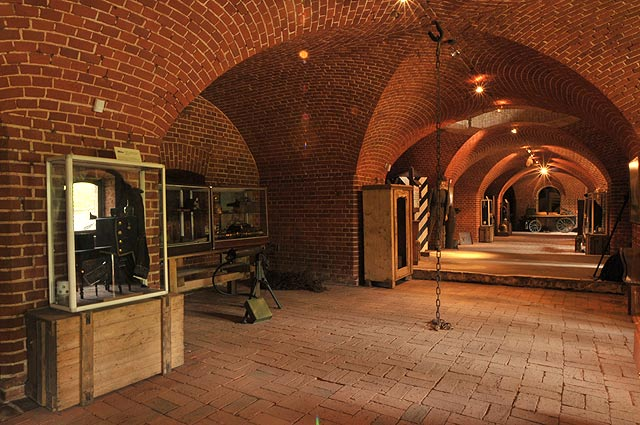
Wnętrze Muzeum w reducie Fortu

## Historia
Muzeum Obrony Wybrzeża w Świnoujściu funkcjonuje na terenie XIX-wiecznego Fortu Gerharda. Fort należy do najlepiej zachowanych do obecnych czasów pruskich, nadbrzeżnych fortów artyleryjskich w Europie. Położony na wyspie Wolin, administracyjnie należy do Świnoujścia. Wybudowany został w latach 1848–1859, przeznaczony do obrony portu przed nieprzyjacielską flotą. Dwukondygnacyjna, owalna ridita po 1863 r. otoczona wraz ze wschodnim fragmentem wałów ziemnych fosą wodną. Od 1881 r. ufortyfikowana bateria nadbrzeżna z zachodnią lawą artyleryjską i wschodnią galerią dla dział oraz kazamatami, wyposażona dodatkowo w dwie kaponiery. W latach 70. XIX w. dwukondygnacyjna redita,  została przebudowana na budynek koszarowy.
Zwodzony most przez fosę wiódł do głównego wejścia reduty i dalej na dziedziniec fortu. W latach 1876–1881 uwagę obrońców przekierowano bardziej na północ, włączając w obszar fortu jego obecną część zachodnią – dawniej baterię dział polowych. Na zachodniej lawie i na wschodniej galerii artyleryjskiej przewidziano 11 stanowisk ogniowych dla dział, na których zainstalowano jedynie 4 armaty nadbrzeżne Kruppa kalibru 21 cm oraz 7 armat 15 cm. Fort uzbrojony był również w artylerię polową i później w karabiny maszynowe. Na południowym i północnym odcinku fosy zbudowano 2 schrony (kaponiery) strzeleckie połączone podziemnymi tunelami z dziedzińcem fortu. Z kolei na przełomie XIX i XX doprowadzono łączność telegraficzną oraz kolej wąskotorową.
Po I wojnie światowej obiekt przeszedł pod zarząd niemieckiej marynarki wojennej, pełniąc jednocześnie rolę pomocniczą aż do końca II wojny światowej. Po wojnie używany przez Rosjan, od 1962 r. przekazany miastu. Od opuszczenia obiektu przez Rosjan przez kilka lat pełnił funkcje magazynów, a później został opuszczony. W 2001 roku został wydzierżawiony przez fascynatów, którzy na jego terenie prowadzą inicjatywy związane z tzw. żywą historią. W Forcie rezyduje historyczny komendant Twierdzy Morskiej, a po całym obiekcie oprowadzają przebrani w pruskie mundury studenci.

## Powstanie muzeum
Muzeum powstało w 2001 roku. Pierwotnie funkcjonowało jako mała ekspozycja tematyczna z eksponatami zgromadzonymi na potrzeby wystawy prezentującej historię Twierdzy Świnoujście. Osobowość prawną Muzeum uzyskało w 2010 r. – po uzgodnieniu przez Ministra Kultury i Dziedzictwa Narodowego statutu placówki. Aktualnie (2020) w kolekcji muzeum znajduje się ponad 300 eksponatów.

## Status prawny i struktura organizacyjna muzeum
Działalność Muzeum regulują ustawa o muzeach, ustawa o organizowaniu i prowadzeniu działalności kulturalnej oraz własny statut. Muzeum podlega Ministrowi Kultury i Dziedzictwa Narodowego. Zgodnie ze statutem muzeum jest instytucją kultury, której organizatorem jest prywatny fundator zapewniający środki potrzebne do jego utrzymania i rozwoju.
Wewnętrznie zasady pracy Muzeum są określone w Regulaminie Organizacyjnym.

## Kolekcja i jej pochodzenie
Jest to największe prywatne muzeum w Polsce, którego kolekcja ciągle się powiększa. Większość muzealiów stanowią eksponaty zakupione przez muzeum od kolekcjonerów z Polski i zagranicy. Część eksponatów została również przekazana jako darowizny lub depozyty Wojewódzkiego Konserwatora Zabytków z siedzibą w Szczecinie (wrak pojazdu Sd.Kfz. 7/2, szczątki brytyjskiego bombowca z II wojny światowej). Eksponaty prezentowane są na 5 wystawach:
1. „Bóg wojny – artyleria” – zbiór dział, armat, moździerzy, amunicji artyleryjskiej.
2. „Historia Świnoujścia” – zbiór eksponatów związanych z historią Świnoujścia od czasów średniowiecznych, poprzez potop szwedzki, okres panowania Prus, I wojnę światową, II wojnę światową oraz okres PRL.
3. „Forteczna kuchnia” – odwzorowana z oryginalnego zdjęcia (wykonanego w Forcie Gerharda w 1913 roku) kuchnia forteczna.
4. „Zbrojownia” – zbiór ponad 200 sztuk broni strzeleckiej z okresu od XVIII wieku aż po broń z okresu Zimnej Wojny.
5. „Broń systemu Kałasznikowa 1947–2019” – zbiór broni skonstruowanej przez Michaiła Kałasznikowa, będącej najbardziej rozpoznawalnym karabinkiem na świecie.

W fortowej kolekcji jest ponad 3000 eksponatów.
Na szczególną uwagę zasługują:
1. Niemiecka kuchnia polowa wz. 1909 wyprodukowana z 1916 roku z kompletnym wyposażeniem.
2. Dwa niemieckie wozy taborowe z 1915 roku.
3. Kolekcja mundurów armii pruskiej i niemieckiej od 1840 roku do II wojny światowej
4. Kolekcja artylerii:
  - replika (na oryginalnych częściach) kartaczownicy Gatlinga
  - replika działka rewolwerowego Hotchkiss M1873 na podstawie fortecznej kalibru 3,7 cm;
  - działo przeciwpancerne D-44 85 mm;
  - działo przeciwlotnicze: S-60 57 mm;
  - działo przeciwlotnicze wz. 1939 kaliber 37 mm;
  - armata morska – ZU-23 Wróbel – z pierwszej serii (wyprodukowano tylko 51 sztuk, pierwsza w kolekcji muzealnej)
  - armata AK-230
  - armata przeciwpancerna PAW 600 (jedna z 3 zachowanych na świecie).
  - armata przeciwlotnicza 8,8 cm Flak 37 na podstawie fortecznej (używane w Świnoujściu podczas II wojny światowej).
  - armata okrętowa 8,8 cm SK C/30(inne języki) jedna z 3 na świecie.
  - działo nadbrzeżne 130 mm B-13 pochodzące z Baterii Artylerii Stałej
  - działo bezodrzutowe B-10
  - armata 4,7 cm Böhler
  - armata 5 cm KwK 38 L/42 na podstawie fortecznej (używana w Świnoujściu).
  - armata polowa 7,7 cm FK 96 n.A. (jedna z 3 w Polsce)
  - armata polowa 7,7 cm FK 16 (jedna z 3 w Polsce)
  - armata 76 mm ZiS-3
  - dwie niemieckie torpedy G7a i G7e
  - działo przeciwpancerne 45 mm wz. 1937
  - kolekcja XIX-wiecznej amunicji do pierwszych dział gwintowanych – pociski z płaszczami ołowianymi kalibru od 8 do 21 cm wz. 60 itd.; kolekcja granatów moździerzowych – pruskich i francuskich z XVIII–XIX wieku, kul armatnich i kartaczy;
5. Kolekcja broni strzeleckiej (ponad 200 sztuk):
  - karabin Volkssturmgewehr Gustlov (jeden z 52 sztuk na świecie)
  - karabin przeciwpancerny PTRS
  - dwa karabiny maszynowe Browning M2 w wersji dla US Navy
  - miotacz ognia LPO-50
  - karabin szturmowy StG 44
  - pistolet wz. 1935 Vis
  - karabin maszynowy MG 08 na podstawie trójnożnej
  - karabin maszynowy Maxim wz. 1910
  - karabin maszynowy ZB 37
  - karabiny Mosin (wz. 1891; wz. 91/30; wz. 1938; wz. 1944; model fiński; model amerykański)
  - karabin Dreyse
  - karabin Mauser M1871 oraz  Mauser M1871/84
  - karabin Gewehr 98
6. Kolekcja zdjęć, grafik i dokumentów, w tym między innymi:
  - miedzioryt Meriana prezentujący szwedzkie umocnienia ujścia Świny z XVII wieku,
  - albumy, zdjęcia i listy żołnierzy służących w świnoujskiej Twierdzy – od końca XIX do lat 40. XX wieku.

Ponadto: zbiornik sprężonego powietrza i zapalniki do pocisku V-1, zapalniki do rakiety V-2, Nebelwerfer 28/32 Wk. Spr./Fl.